# Daouitherium
Daouitherium ("bestia di Sidi Daoui" dal nome del sito archeologico dove è stata scoperta la specie) è un genere estinto di proboscidati primitivi diffuso all'inizio dell'Eocene (Ypresiano) in Nordafrica.
Gli unici resti fossili di questo animale consistono in alcuni frammenti di mascella e denti reperiti nel bacino di Ouled Abdoun, in Marocco, il più grande bacino fosfatico del paese.

## Descrizione
Daouitherium aveva all'incirca la taglia di un tapiro; le stime sul suo peso variano tra 80 e 170 kg, facendone uno dei mammiferi di grossa taglia più antichi d'Africa ed uno dei Proboscidati più antichi conosciuti. Altri autori stimano il peso in 200 kg.